# Abrahám z Egypta
Abrahám z Egypta byl mnichem v Egyptě a žákem mnicha Agáta Mlčivého. Koptská pravoslavná církev jej považuje za svatého. Jeho svátek se slaví 21. května.